# Evoluția recordului mondial la proba de 100 m bărbați
Primul record mondial în proba atletică de 100 m bărbați a fost recunoscută de către International Association of Athletics Federations în anul 1912, anul creării acestui organism internațional dedicat atletismului..

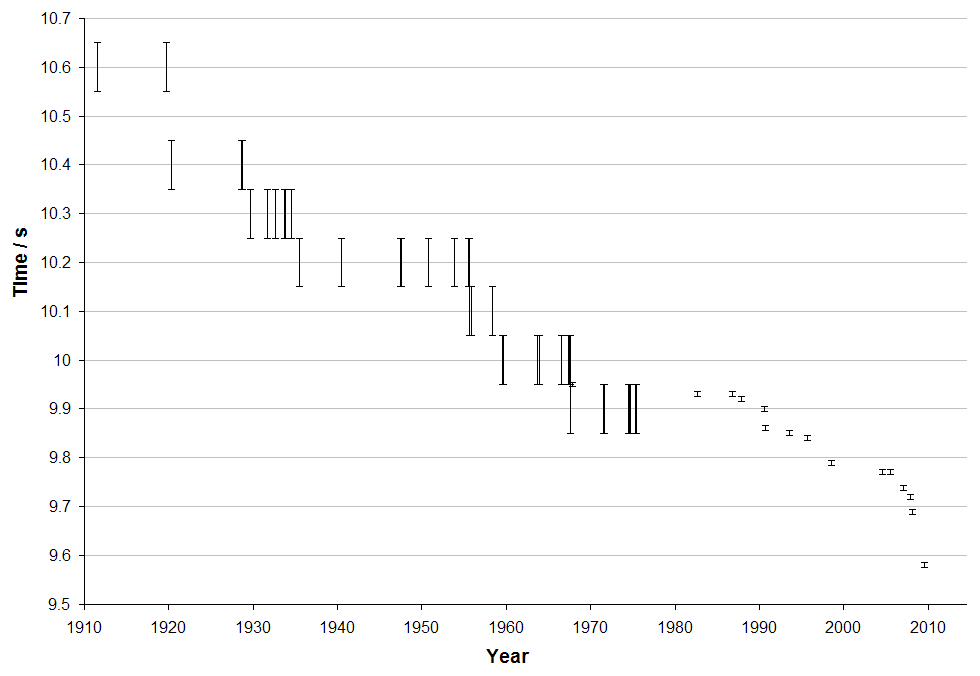
Progresul recordului mondial la proba de 100 m bărbaţi.

Evoluția propriu-zisă a recordului mondial se întinde pe o perioadă de 95 de ani, din 1912 până în 2007.
| Cronometrare manuală              | Cronometrare manuală     | Cronometrare manuală       | Cronometrare manuală                | Cronometrare manuală |
| Timp                              | Atlet                    | Naționalitate              | Locul cursei                        | Dată                 |
| --------------------------------- | ------------------------ | -------------------------- | ----------------------------------- | -------------------- |
| 10{\displaystyle {\tfrac {3}{5}}} | Don Lippincott           | Statele Unite ale Americii | Stockholm, Suedia                   | 6 iulie 1912         |
| 10{\displaystyle {\tfrac {3}{5}}} | Jackson Scholz           | Statele Unite ale Americii | Stockholm, Suedia                   | 16 septembrie 1920   |
| 10{\displaystyle {\tfrac {2}{5}}} | Charlie Paddock          | Statele Unite ale Americii | Redlands, California, SUA           | 23 aprilie 1921      |
| 10{\displaystyle {\tfrac {2}{5}}} | Eddie Tolan              | Statele Unite ale Americii | Stockholm, Suedia                   | 8 august 1929        |
| 10{\displaystyle {\tfrac {2}{5}}} | Eddie Tolan              | Statele Unite ale Americii | Copenhaga, Danemarca                | 25 august 1929       |
| 10.3                              | Percy Williams           | Canada                     | Toronto, Ontario, Canada            | 9 august 1930        |
| 10.3                              | Arthur Jonath            | Germania                   | Bochum, Germania                    | 5 iulie 1932         |
| 10.3                              | Eddie Tolan              | Statele Unite ale Americii | Los Angeles, California, SUA        | 1 august 1932        |
| 10.3                              | Ralph Metcalfe           | Statele Unite ale Americii | Los Angeles, California, SUA        | 1 august 1932        |
| 10.3                              | Ralph Metcalfe           | Statele Unite ale Americii | Budapesta, Ungaria                  | 12 august 1933       |
| 10.3                              | Eulace Peacock           | Statele Unite ale Americii | Oslo, Norvegia                      | 6 august 1934        |
| 10.3                              | Chris Berger             | Țările de Jos              | Amsterdam, Olanda                   | 26 august 1934       |
| 10.3                              | Ralph Metcalfe           | Statele Unite ale Americii | Osaka, Japonia                      | 15 septembrie 1934   |
| 10.3                              | Ralph Metcalfe           | Statele Unite ale Americii | Dairen, China                       | 23 septembrie 1934   |
| 10.3                              | Takanori Yoshioka        | Japonia                    | Tokio, Japonia                      | 15 iunie 1935        |
| 10.2                              | Jesse Owens              | Statele Unite ale Americii | Chicago, Illinois, SUA              | 20 iunie 1936        |
| 10.2                              | Harold Davis             | Statele Unite ale Americii | Compton, California, SUA            | 6 iunie 1941         |
| 10.2                              | Lloyd LaBeach            | Panama                     | Fresno, California, SUA             | 15 mai 1948          |
| 10.2                              | Barney Ewell             | Statele Unite ale Americii | Evanston, Illinois, SUA             | 9 iulie 1948         |
| 10.2                              | Emmanuel McDonald Bailey | Marea Britanie             | Belgrad, Iugoslavia                 | 25 august 1951       |
| 10.2                              | Heinz Fütterer           | RFG                        | Yokohama, Japonia                   | 31 octombrie 1954    |
| 10.2                              | Bobby Joe Morrow         | Statele Unite ale Americii | Houston, Texas, SUA                 | 19 mai 1956          |
| 10.2                              | Ira Murchison            | Statele Unite ale Americii | Compton, California, SUA            | 1 iunie 1956         |
| 10.2                              | Bobby Joe Morrow         | Statele Unite ale Americii | Bakersfield, California, SUA        | 22 iunie 1956        |
| 10.2                              | Ira Murchison            | Statele Unite ale Americii | Los Angeles, California, USA        | 29 iunie 1956        |
| 10.2                              | Bobby Joe Morrow         | Statele Unite ale Americii | Los Angeles, California, USA        | 29 iunie 1956        |
| 10.1                              | Willie Williams          | Statele Unite ale Americii | Berlin, Germania                    | 3 august 1956        |
| 10.1                              | Ira Murchison            | Statele Unite ale Americii |                                     | 4 august 1956        |
| 10.1                              | Leamon King              | Statele Unite ale Americii | Ontario, California, SUA            | 20 octombrie 1956    |
| 10.1                              | Leamon King              | Statele Unite ale Americii | Santa Ana, California, SUA          | 27 octombrie 1956    |
| 10.1                              | Ray Norton               | Statele Unite ale Americii | San Jose, SUA                       | 18 aprilie 1959      |
| 10.0                              | Armin Hary               | RFG                        | Zürich, Elveția                     | 21 iunie 1960        |
| 10.0                              | Harry Jerome             | Canada                     | Saskatoon, Saskatchewan, Canada     | 15 iulie 1960        |
| 10.0                              | Horacio Esteves          | Venezuela                  | Caracas, Venezuela                  | 15 august 1964       |
| 10.0                              | Bob Hayes                | Statele Unite ale Americii | Tokio, Japonia                      | 15 octombrie 1964    |
| 10.0                              | Jim Hines                | Statele Unite ale Americii | Modesto, California, USA            | 27 mai 1967          |
| 10.0                              | Enrique Figuerola        | Cuba                       | Budapesta, Ungaria                  | 17 iunie 1967        |
| 10.0                              | Paul Nash                | Africa de Sud              | Krugersdorp, Africa de Sud          | 2 aprilie 1968       |
| 10.0                              | Oliver Ford              | Statele Unite ale Americii | Albuquerque, New Mexico             | 31 mai 1968          |
| 10.0                              | Charles Greene           | Statele Unite ale Americii | Sacramento, California, SUA         | 20 iunie 1968        |
| 10.0                              | Roger Bambuck            | Franța                     | Sacramento, California, SUA         | 20 iunie 1968        |
| 9.9                               | Jim Hines                | Statele Unite ale Americii | Sacramento, California, SUA         | 20 iunie 1968        |
| 9.9                               | Ronnie Ray Smith         | Statele Unite ale Americii | Sacramento, California, SUA         | 20 iunie 1968        |
| 9.9                               | Charles Greene           | Statele Unite ale Americii | Sacramento, California, SUA         | 20 iunie 1968        |
| 9.9                               | Steve Williams           | Statele Unite ale Americii | Los Angeles, California, USA        | 21 iunie 1972        |
| 9.9                               | Eddie Hart               | Statele Unite ale Americii | Eugene, Oregon, SUA                 | 1 iulie 1972         |
| 9.9                               | Reynaud Robinson         | Statele Unite ale Americii | Eugene, Oregon, SUA                 | 1 iulie 1972         |
| 9.9                               | Silvio Leonard           | Cuba                       | Ostrava, Cehoslovacia               | 5 iunie 1975         |
| 9.9                               | Steve Williams           | Statele Unite ale Americii | Siena, Italia                       | 16 iulie 1975        |
| 9.9                               | Steve Williams           | Statele Unite ale Americii | Berlin, Republica Democrată Germană | 22 august 1975       |
| 9.9                               | Steve Williams           | Statele Unite ale Americii | Gainesville, Florida                | 27 martie 1976       |
| 9.9                               | Harvey Glance            | Statele Unite ale Americii | Columbia, Carolina de Sud           | 3 aprilie 1976       |
| 9.9                               | Harvey Glance            | Statele Unite ale Americii | Baton Rouge, Louisiana              | 1 mai 1976           |
| 9.9                               | Don Quarrie              | Jamaica                    | Modesto, California, SUA            | 22 mai 1976          |
| Cronometrare electronică          |                          |                            |                                     |                      |
| Timp                              | Atlet                    | Naționalitate              | Locul cursei                        | Dată                 |
| 9.95                              | Jim Hines                | Statele Unite ale Americii | Mexico City, Mexic                  | 14 octombrie 1968    |
| 9.93                              | Calvin Smith             | Statele Unite ale Americii | Colorado Springs, Colorado          | 3 iulie 1983         |
| 9.93                              | Carl Lewis               | Statele Unite ale Americii | Roma, Italia                        | 3 august 1987        |
| 9.93                              | Carl Lewis               | Statele Unite ale Americii | Zürich, Elveția                     | 17 august 1988       |
| 9.83                              | Ben Johnson              | Canada                     | Roma, Italia                        | 30 august 1987       |
| 9.79                              | Ben Johnson              | Canada                     | Seoul, Coreea de Sud                | 24 septembrie 1988   |
| 9.92                              | Carl Lewis               | Statele Unite ale Americii | Seul, Coreea de Sud                 | 24 septembrie 1988   |
| 9.90                              | Leroy Burrell            | Statele Unite ale Americii | New York, New York                  | 14 iunie 1991        |
| 9.86                              | Carl Lewis               | Statele Unite ale Americii | Tokio, Japonia                      | 25 august 1991       |
| 9.85                              | Leroy Burrell            | Statele Unite ale Americii | Lausanne, Elveția                   | 6 iulie 1994         |
| 9.84                              | Donovan Bailey           | Canada                     | Atlanta, Georgia                    | 27 iulie 1996        |
| 9.79                              | Maurice Greene           | Statele Unite ale Americii | Atena, Grecia                       | 16 iunie 1999        |
| 9.78                              | Tim Montgomery           | Statele Unite ale Americii | Charléty, Paris, Franța             | 14 septembrie 2002   |
| 9.77                              | Asafa Powell             | Jamaica                    | Atena, Grecia                       | 14 iunie 2005        |
| 9.77                              | Justin Gatlin            | Statele Unite ale Americii | Doha, Qatar                         | 12 mai 2006          |
| 9.77                              | Asafa Powell             | Jamaica                    | Gateshead, Anglia                   | 11 iunie 2006        |
| 9.77                              | Asafa Powell             | Jamaica                    | Zürich, Elveția                     | 18 august 2006       |
| 9.74                              | Asafa Powell             | Jamaica                    | Rieti, Italia                       | 9 septembrie 2007    |
| 9.72                              | Usain Bolt               | Jamaica                    | New York City, USA                  | 31 mai 2008          |
| 9.69                              | Usain Bolt               | Jamaica                    | Beijing, Republica Populară Chineză | 16 august 2008       |
| 9.58                              | Usain Bolt               | Jamaica                    | Berlin, Germania                    | 16 august 2009       |

## Discrepanțe în evoluția recordului
- Charlie Paddock a stabilit un record de 10{\displaystyle {\tfrac {1}{5}}}s la 110 yarzi (100,584 m) în 1921; acesta nu a fost omologat ca record la 100 m.[6]
- Timpii lui Ben Johnson de 9,83 s înregistrat la 30 august 1987 și de 9,79 s la 24 septembrie 1988 nu au fost omologate, în urma descalificării acestuia pentru folosire de substanțe interzise. Recordul lui Johnson de 9,83 a fost anulat de Consiliul IAAF în septembrie 1989. Mai devreme, în 1989, Johnson recunoscuse sub jurământ că a luat substanțe interzise. Timpul său de 9,79 nu a fost niciodată omologat ca record întrucât el a fost descalificat la scurt timp după reușită.
- Timpul lui Tim Montgomery de 9,78 de la 14 septembrie 2002 a fost anulat în urma descalificării pentru folosire de substanțe interzise. Până la momentul când a fost anulat, recordul fusese deja bătut de Asafa Powell.
- Justin Gatlin a fost pentru scurt timp creditat cu un record mondial de 9,76 între 12 mai 2006 și 17 mai 2006. IAAF a omologat însă recordul ca 9,77 întrucât timpul său de 9,766 fusese greșit rotunjit. Acest timp l-a adus pe Gatlin la egalitate cu recordul mondial al lui Asafa Powell. Acest record a fost și el anulat în 2007 în urma picării testului anti-doping.